# Calvisano
Calvisano é uma comuna italiana da região da Lombardia, província de Bréscia, com cerca de 7.394 habitantes. Estende-se por uma área de 45 km², tendo uma densidade populacional de 164 hab/km². Faz fronteira com Acquafredda, Carpenedolo, Ghedi, Isorella, Montichiari, Visano.

## Demografia
| Variação demográfica do município entre 1861 e 2011                               |
|                                                                                   |
| Fonte: Istituto Nazionale di Statistica (ISTAT) - Elaboração gráfica da Wikipedia |